# Architecture Vivante

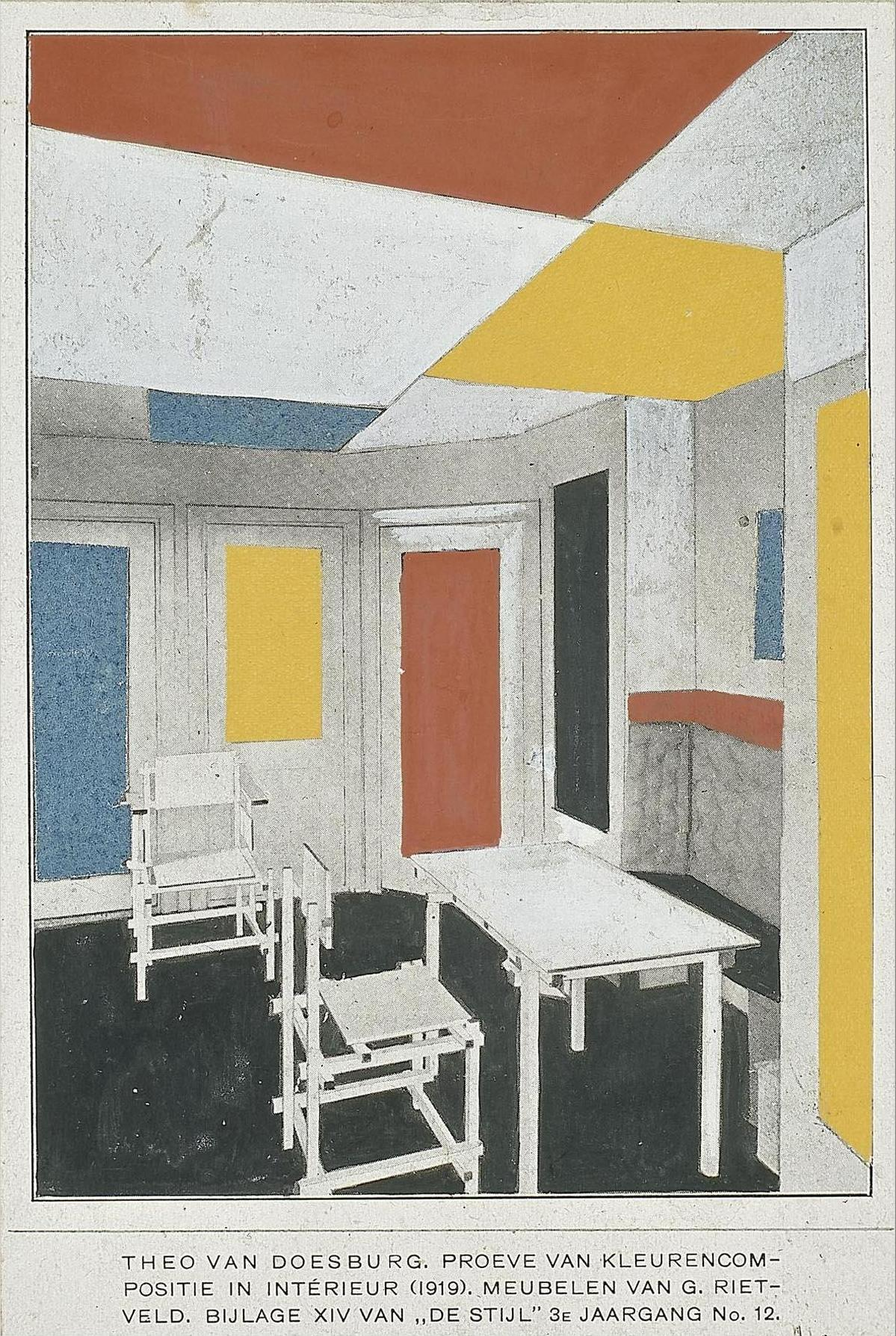
Een door Theo van Doesburg voor publicatie in Architecture Vivante bewerkte foto van het interieur van het huis van Bart de Ligt in Katwijk uit 1919. Oorspronkelijk uitgevoerd in de kleuren groen, oranje en geel.

Architecture Vivante is een invloedrijk, Frans, avantgardistisch architectuurtijdschrift, uitgegeven door Albert Morancé en onder redactie van Jean Badovici, dat bestond van 1923 tot 1933.
Het tijdschrift werd opgericht in 1923. Het eerste nummer bevat een manifest van Auguste Perret, waarin hij schrijft 'l'Architecture Vivante est celle qui exprime fidèlement son époque. On en cherchera des exemples dans tous les domaines de la construction....', bijdragen van Albert Morancé en Jean Badovici en reproducties van de Notre-Dame du Raincy (van Auguste Perret), het Monument de la Point de Grave (van Albert Bartholomé en André Ventre) en de Parfumerie d'Orsay (van Süe en Mare).
Het blad groeide snel uit tot het meest vooruitstrevende architectuurtijdschrift van zijn tijd. Eind 1923 ontmoette Badovici de Nederlandse architect Cornelis van Eesteren, die hem meenam naar een lezing van Berlage aan de Sorbonne. Naar aanleiding hiervan publiceerde Badovici in het eerstvolgende nummer van Architecture Vivante werk van Berlage en een samenvatting van diens lezing. Pas in mei 1924 kwam het herfstnummer 1923 uit met daarin werk van Adolf Loos, Henri Sauvage, Berlage, Le Corbusier en het ontwerp dat Van Eesteren in 1921 maakte voor de Prix de Rome architectuur.
Herfst 1925 verscheen een nummer gewijd aan De Stijl. Hierin probeerde De Stijl-voorman Theo van Doesburg de oprichting van deze kunstbeweging te antedateren naar 1916 en kleurde hij zwart-wit reproducties in met primaire kleuren van ontwerpen van Stijl-kunstenaars die oorspronkelijk in secundaire kleuren waren uitgevoerd. Ook probeerde hij tevergeefs J.J.P. Ouds werk, zijn directiekeet in Oud-Mathenesse en Café De Unie, uit het nummer te weren, omdat hij deze te 'decoratief' vond. Van Doesburg kreeg zijn zin echter niet en kreeg ruzie met hoofdredacteur Bodovici.
Daarnaast werd in Architecture Vivante ook uitvoerig stilgestaan bij het werk van Jan Duiker en Bernard Bijvoet.

## Architecture Vivante en Allemagne
In 1931 gaf Albert Morancé ook een serie van ten minste vijf delen uit over moderne architectuur in Duitsland. Deel drie is gewijd aan het werk van de architecten van het Bauhaus (Walter Gropius, Marcel Breuer, Ludwig Mies van der Rohe, Lilly Reich, e.a.), nummer vier aan werk van Erich Mendelsohn.

## Architecture Vivante en Belgique
In 1958 verscheen bij Morencé het boek Architecture Vivante en Belgique met een inleiding van Victor Bourgeois. Verder gaf Morencé in 1927 het boek L'art d'aujourd'hui van Pierre Bonnard uit.